# Giovanni Torri
Giovanni Torri (Parma, 7 ottobre 1960) è un politico italiano.